# Zubovec říční
Zubovec říční (Theodoxus fluviatilis) je druh středně velkého sladkovodního a brakického plže z čeledi zubovcovití. Vyskytuje se všude od Evropy po střední Asii, dále byl také zaregistrován v oblasti Maghrebu v severní Africe. V České republice žije pouze na území Moravy. Žije v jezerech i řekách, kde na kamenech spásá řasy a mikroorganismy. Jedná se o velice rozšířený druh a na některých místech může dosahovat hustoty až tisíců jedinců na metr čtvereční. Vzor ulit je značně variabilní. Dožívá se okolo tří let.

## Popis
Ulita zubovce říčního má 3 – 3,5 závitů a obsahuje víčko (operkulum). Šířka dosahuje u dospělých jedinců 5 – 9 mm, výška pak 4 – 6,5 mm. Barva je značně variabilní, nejčastěji je bílá nebo nažloutlá s tmavě červenou nebo fialovou síťovanou kresbou. Někdy se dokonce může jednat o pruhy a jsou i případy, kdy je celá ulita rovnoměrně tmavá. Zajímavé je, že vzor se může měnit vzhledem k prostředí, např. jedinci žijící na tmavém kamenitém podkladu mají obvykle schránky tmavé a jednolité, naproti tomu jedinci ze severní Evropy mají na ulitách jakési kapky na červeném či fialovém pozadí. Exempláře z jižní Francie a Španělska jsou zase zdobeny vzorem klikatých pruhů, zatímco exempláře z Balkánu vykazují všechny možné kombinace bílých kapkovitých skvrn a klikatých pruhů. Jedinci z jezerních biotopů mají na krunýři tmavé nebo světlé pruhy.

## Poddruhy
- Theodoxus fluviatilis fluviatilis (Linnaeus, 1789) – sladké vody
- Theodoxus fluviatilis fluviatilis f. fontinalis (Brard, 1815) – bývá považován za synonymum T. fluviatilis fluviatilis
- Theodoxus fluviatilis littoralis (Linnaeus, 1789) – brakické vody; C. Linné jej popsal jako samostatný druh, nyní se odhaduje, že jde o T. fluviatilis fluviatilis
- Theodoxus fluviatilis sardous (Menke, 1830)
- Theodoxus fluviatilis subthermalis (Issel, 1865)
- Theodoxus fluviatilis thermalis (Dupuy, 1851)
- Theodoxus fluviatilis transversetaeniatus (A. J. Wagner, 1928)
- Theodoxus fluviatilis dalmaticus (Sowerby) – Ochridské jezero (Albánie a Severní Makedonie)
- Theodoxus fluviatilis euxinus (Clessin, 1885)

## Odlišení od zubovce dunajského

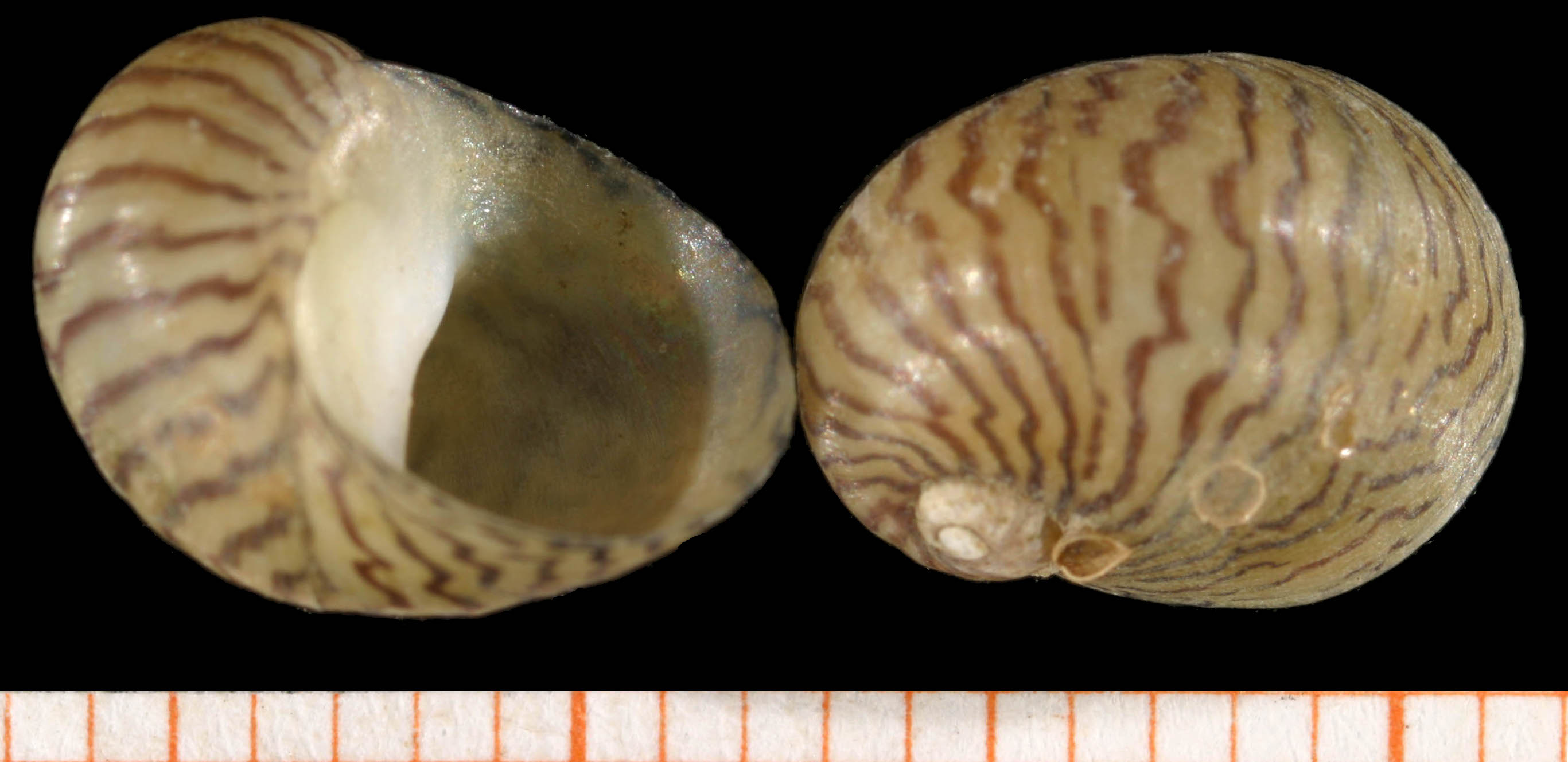
Zubovec dunajský

Zubovec dunajský (Theodoxus danubialis) je spolu se zubovcem říčním jediný zástupce rodu žijící v Česku. Obývá povodí Dunaje, dále ho nalezneme v Itálii a v úmoří Černého moře. V Česku se nachází vzácně, a to především v řece Morava a Dyje na jižní Moravě. Oba dva druhy dosahují téměř stejné velikosti, a tak jediným faktorem pro určení, o jaký druh se jedná, je zbarvení. Zubovec dunajský na rozdíl od zubovce říčního nemá na ulitě vzor jakési sítě, ale spíše množství hnědých zubatých klikatých pruhů, které se rozkládají na zažloutlém pozadí. Vzhledem k tomu, že zubovec říční může mít také pruhy, je poznávacím znamením to, že zubovec dunajský má tmavší pruhy na světlejším podkladu, na rozdíl od zubatce říčního, který to má naopak.